# Phthonosema suffusaria
Phthonosema suffusaria är en fjärilsart som beskrevs av W. Warren 1901. Phthonosema suffusaria ingår i släktet Phthonosema och familjen mätare. Inga underarter finns listade i Catalogue of Life.